# 1948-1949シーズンのBAA
1948-1949シーズンのBAAは、アメリカ合衆国男子プロバスケットボールリーグBAAの3回目のシーズンである。BAA（Basketball Association of America）とは1946年6月6日に設立された全米プロバスケットボールリーグであり、現在のNBAの前身に当たる。BAAはシーズン終了後にNBAと名称を変更するため、このシーズンがBAA最後のシーズンとなる。シーズンは1948年11月1日に始まり、1949年4月13日に全日程が終了した。

## シーズン前

### ドラフト
ドラフトではアンディ・トンコヴィッチがプロビデンス・スチームローラーズから全体1位指名を受けた。またドルフ・シェイズ、ボビー・ヴァンツァーが指名を受けている。ドラフト以外ではハリー・ギャラティン、ジャック・コールマン、ビル・ガボアがNBA入りしている。

### ジョージ・マイカンの登場
BAAのライバルリーグ、NBL（National Basketball League）からミネアポリス・レイカーズ（後のロサンゼルス・レイカーズ）、フォートウェイン・ピストンズ（後のデトロイト・ピストンズ）、インディアナポリス・ジェッツ、ロチェスター・ロイヤルズ（後のサクラメント・キングス）の4チームが加入し、チーム数は12に増加した。特にNBLの前季チャンピオンチームであるミネアポリス・レイカーズの加入は大きかった。当時のレイカーズにはBAA最初のスーパースターであるジョージ・マイカンが所属していたのである。
前季48試合に減らされたレギュラーシーズンは60試合に戻された。各デビジョンから上位4チームがプレーオフに進出できる。

## シーズン

### イースタン・デビジョン
| チーム                           | 勝 | 負 | 勝率 | ゲーム差 |
| -------------------------------- | -- | -- | ---- | -------- |
| ワシントン・キャピトルズ         | 38 | 22 | .633 | -        |
| ニューヨーク・ニックス           | 32 | 28 | .533 | 6        |
| ボルティモア・ブレッツ           | 29 | 31 | .483 | 9        |
| フィラデルフィア・ウォリアーズ   | 28 | 32 | .467 | 10       |
| ボストン・セルティックス         | 25 | 35 | .417 | 13       |
| プロビデンス・スチームローラーズ | 12 | 48 | .200 | 26       |

### ウエスタン・デビジョン
| チーム                       | 勝 | 負 | 勝率 | ゲーム差 |
| ---------------------------- | -- | -- | ---- | -------- |
| ロチェスター・ロイヤルズ     | 45 | 15 | .750 | -        |
| ミネアポリス・レイカーズ     | 44 | 16 | .733 | 1        |
| シカゴ・スタッグズ           | 38 | 22 | .633 | 7        |
| セントルイス・ボンバーズ     | 29 | 31 | .483 | 16       |
| フォートウェイン・ピストンズ | 22 | 38 | .367 | 23       |
| インディアナポリス・ジェッツ | 18 | 42 | .300 | 27       |

### スタッツリーダー
| 部門    | 選手               | チーム                   | 記録  |
| ------- | ------------------ | ------------------------ | ----- |
| Points  | ジョージ・マイカン | ミネアポリス・レイカーズ | 1,698 |
| Assists | ボブ・デイヴィス   | ロチェスター・ロイヤルズ | 321   |
| FG%     | アーニー・ライゼン | ロチェスター・ロイヤルズ | 42.3  |
| FT%     | ボブ・フィーリック | ワシントン・キャピトルズ | 85.9  |

※1969-70シーズン以前はアベレージよりも通算でスタッツリーダーが決められていた。

### 各賞
- All-BAA First Team
  - マックス・ザスロフスキー, シカゴ・スタッグズ
  - ボブ・デイヴィス, ロチェスター・ロイヤルズ
  - ジョージ・マイカン, ミネアポリス・レイカーズ
  - ジム・ポラード, ミネアポリス・レイカーズ
  - ジョー・ファルクス, フィラデルフィア・ウォリアーズ

### シーズン概要
- 前季リーグ全体の1試合平均得点は72.7得点だったが、このシーズンには80.0得点と大きく跳ね上がった。必然的に選手個人のアベレージも上昇し、このシーズンの得点王はミネアポリス・レイカーズのジョージ・マイカンとフィラデルフィア・ウォリアーズのジョー・ファルクスが争い、共に平均25得点を突破するというレベルの高い得点王レースとなった。結果はマイカンが2位のファルクスに286点差をつける通算1689得点を記録（平均28.3得点）し、得点王に輝いた。マイカンはBAAに来る前にはNBLとさらにPBLA（Professional Basketball League of America）の二つのリーグでも得点王に輝いており、計3つのリーグで得点王のタイトルを獲得したことになる。マイカンの存在があまりに圧倒的だったため、後にリーグはペイントエリアが拡大せざるを得なかった。

- ウエスタン・デビジョンではNBLから新たに加入した2チームが上位を占めた。

- リーグ全体のフィールドゴール成功率、平均得点は前季を大幅に上回った。これは新たに加入したミネアポリス・レイカーズとロチェスター・ロイヤルズによるものが大きい。フィールドゴール成功率は初の30%越えとなる32.7%、平均得点はこちらも初の80得点越えとなる80.0得点だった。

## プレーオフ・ファイナル
プレーオフ出場権を与えられるチームが8チームとなったため、変則的なトーナメント方式が改められ、全チームが1回戦（デビジョン準決勝）から参加する方式に変更された。デビジョン決勝までは3戦2勝制であり、ファイナルのみが7戦4勝制となった。
|  | デビジョン準決勝 | デビジョン準決勝               | デビジョン準決勝 |              |   | デビジョン決勝 | デビジョン決勝 | デビジョン決勝 |  |  | ファイナル | ファイナル | ファイナル |
|  |                  |                                |                  |              |   |                |                |                |  |  |            |            |            |
|  | 1                | ロチェスター・ロイヤルズ       | 2                |              |   |                |                |                |  |  |            |            |            |
|  | 4                | セントルイス・ボンバーズ       | 0                |              |   |                |                |                |  |  |            |            |            |
|  | 4                | セントルイス・ボンバーズ       | 0                |              | 1 | ロイヤルズ     | 0              |                |  |  |            |            |            |
|  | Western Division |                                |                  |              | 1 | ロイヤルズ     | 0              |                |  |  |            |            |            |
|  |                  |                                | 2                | レイカーズ   | 2 |                |                |                |  |  |            |            |            |
|  | 3                | シカゴ・スタッグズ             | 2                | レイカーズ   | 2 | 0              |                |                |  |  |            |            |            |
|  | 3                | シカゴ・スタッグズ             |                  |              |   | 0              |                |                |  |  |            |            |            |
|  | 2                | ミネアポリス・レイカーズ       | 2                |              |   |                |                |                |  |  |            |            |            |
|  |                  |                                |                  |              |   |                |                |                |  |  | W2         | レイカーズ | 4          |
|  |                  |                                | E1               | キャピトルズ | 2 |                |                |                |  |  |            |            |            |
|  | 1                | ワシントン・キャピトルズ       | 2                |              |   |                |                |                |  |  |            |            |            |
|  | 4                | フィラデルフィア・ウォリアーズ | 0                |              |   |                |                |                |  |  |            |            |            |
|  | 4                | フィラデルフィア・ウォリアーズ | 0                |              | 1 | キャピトルズ   | 2              |                |  |  |            |            |            |
|  | Eastern Division |                                |                  |              | 1 | キャピトルズ   | 2              |                |  |  |            |            |            |
|  |                  |                                | 2                | ニックス     | 1 |                |                |                |  |  |            |            |            |
|  | 3                | ボルティモア・ブレッツ         | 2                | ニックス     | 1 | 1              |                |                |  |  |            |            |            |
|  | 3                | ボルティモア・ブレッツ         |                  |              |   | 1              |                |                |  |  |            |            |            |
|  | 2                | ニューヨーク・ニックス         | 2                |              |   |                |                |                |  |  |            |            |            |

### レイカーズ王朝時代の到来
ジョージ・マイカン擁するミネアポリス・レイカーズが圧倒的な力を見せ付けて優勝する。ワシントン・キャピトルズはマイカンにボーンズ・マッキニーを当てるもまるで歯が立たなかった。この優勝はレイカーズ王朝時代の到来を告げると共に、優秀なビッグマンの獲得こそが成功の道であることを知らしめた。